# Маклаков, Владимир Алексеевич
Владимир Алексеевич Маклаков (20 июня 1912, Павлово — ноябрь 1979, Ленинград) — советский композитор.

## Биография
Родился в городе Павлово Нижегородской губернии.
В 1940 году окончил Ленинградскую консерваторию по классу композиции.
С 1941 по 1943 проходил службу в Советской армии. Участник Великой Отечественной войны. 
В 1943—1944 годы делал инструментовки эстрадных оркестров «Ленгосэстрады». С 1948 по 1951 годы работал музыкальныи руководителем Ансамбля песни и пляски Центральной группы войск в Австрии. 
C 1953 года проживал в Ленинграде, где работал над произведениями для кино. С 1968 по 1973 годы преподавал в Ленинградской консерватории.
Умер в ноябре 1979 года. Похоронен на Южном кладбище в Санкт-Петербурге.

## Творческая деятельность
Автор произведений
- оперетты:
  - 1946 — Затмение сердца.
  - 1947 — Подруга жизни.
- сюита:
  - 1952 — За мир на всей земле (Для хора с симфоническим оркестром).
- симфонии:
  - 1962 — Симфония для симфонического оркестра.
- увертюра:
  - 1940 — Увертюра на карельские темы.
- концерт:
  - 1939 — Концерт для фортепиано с оркестром.
- Квартет:
  - 1937 — Струнный квартет.
- сонаты:
  - 1972 — Соната для скрипки и фортепиано.
  - 1976 — Соната для виолончели и фортепиано.

Автор музыки к романсам на стихи Михаила Лермонтова, А. Исаакяна, Александра Коваленкова.
Автор музыки к песням на слова Николая Глейзарова и других.
Автор обработок русских народных песен.

## Фильмография
- «Честь товарища», 1953, СССР, «Ленфильм». По повести Бориса Изюмского «Алые погоны». Режиссёр Николай Лебедев.
- «На переломе», 1957, СССР, Ленфильм. Режиссёр Николай Лебедев
- «Андрейка», 1958, СССР, Ленфильм. Режиссёр Николай Лебедев
- «Девчонка, с которой я дружил», 1961, СССР, Ленфильм. Режиссёр Николай Лебедев.
- «Мандат», 1963, СССР, Ленфильм. Режиссёр Николай Лебедев
- «Зимнее утро», 1966, СССР, Ленфильм. Режиссёр Николай Лебедев
- «Невероятный Иегудиил Хламида», 1969, СССР, Ленфильм. Режиссёр Николай Лебедев
- «Найди меня, Лёня!», 1971, СССР, Ленфильм. Режиссёр Николай Лебедев
- «В то далёкое лето…», 1974, СССР, Ленфильм. Режиссёр Николай Лебедев
- «Ждите меня, острова!», 1977, СССР, Ленфильм. Режиссёр Николай Лебедев

## Избранная дискография
Список избранных грампластинок